# Jean-Paul Brigger
Jean-Paul Brigger (ur. 14 grudnia 1957 w St. Niklaus) – były szwajcarski piłkarz, w trakcie kariery piłkarskiej grający na pozycji napastnika.

## Kariera piłkarska

### Klub
Brigger przez większą część kariery występował w klubie FC Sion. Jedynie w latach 1982–1985 reprezentował barwy innego szwajcarskiego klubu – Servette FC.

### Reprezentacja
W latach 1982−1985 Brigger rozegrał 36 meczów w reprezentacji Szwajcarii, w których zdobył cztery bramki. W kadrze zadebiutował 5 maja 1979 roku w towarzyskim meczu przeciwko reprezentacji NRD..

## Trener
W 1992 roku rozpoczął karierę trenerską. W latach 90 prowadził m.in. FC Sion i FC Luzern. Od 1999 roku rozpoczął pracę w FIFA jako członek grupy technicznej.

## Osiągnięcia
- Mistrz Szwajcarii: 1985, 1992
- Zdobywca Pucharu Szwajcarii: 1980, 1982, 1984, 1986, 1991
- Król strzelców ligi szwajcarskiej: 1983[3]
- Szwajcarski piłkarz roku: 1992[4]